# SuperDisk
Die SuperDisk von Imation war ein magnetischer Datenträger. Die Speicherkapazität (LS120) war mit 120 MB höher als die einer ZIP100-Diskette (100 MB). 2001 wurden SuperDisk-Laufwerke und Medien mit 240 MB Kapazität (LS240) als interne sowie externe Varianten auf den Markt gebracht. Die SuperDisk war als abwärtskompatibler Nachfolger der Diskette gedacht. Damit stand sie in Konkurrenz zur bereits früher erschienenen Zip-Diskette des Konkurrenten Iomega, welche jedoch weder aufwärts- noch abwärtskompatibel zu herkömmlichen Disketten war.

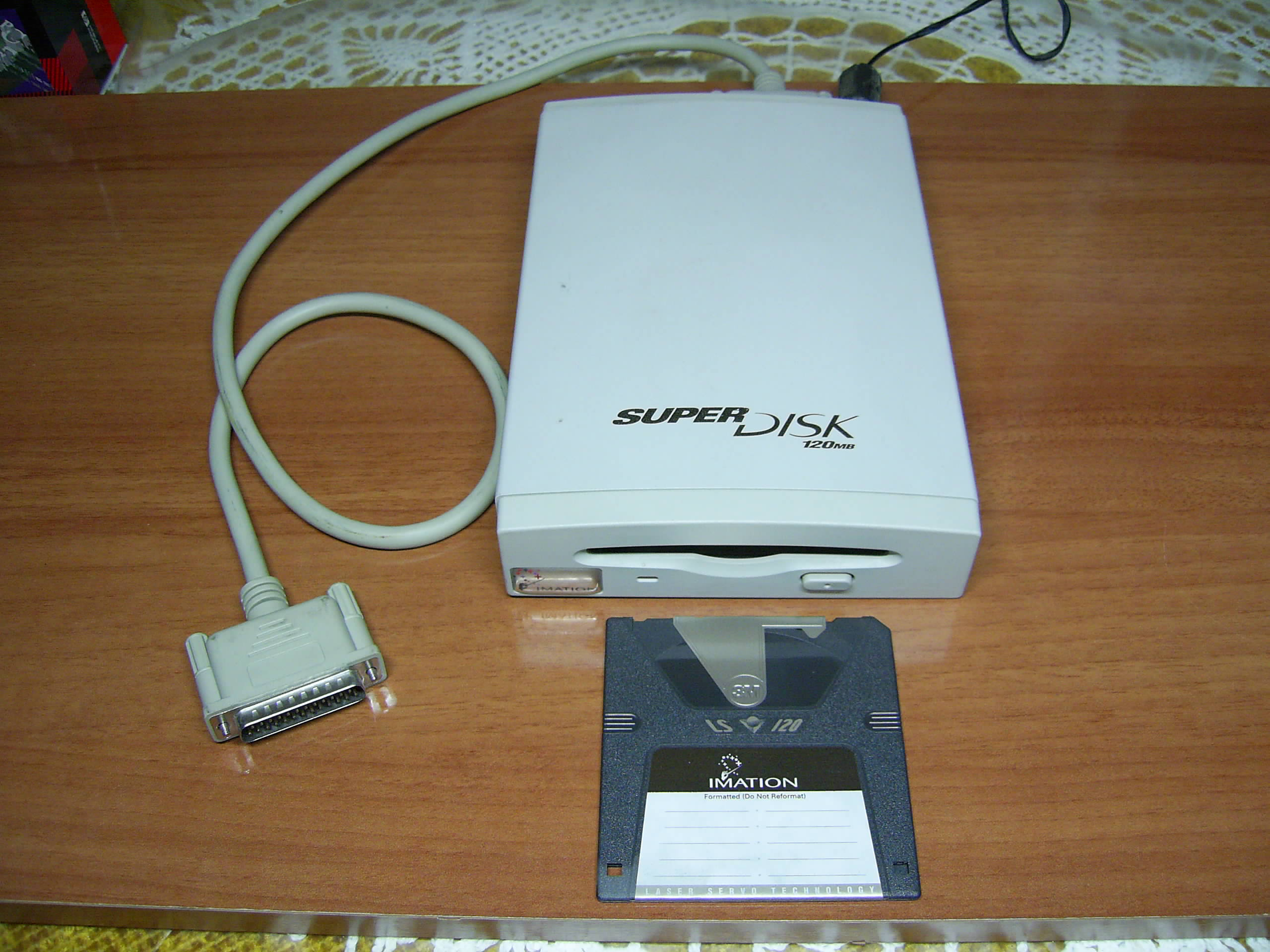
Ein externes SuperDisk-LS-120-Laufwerk mit Diskette

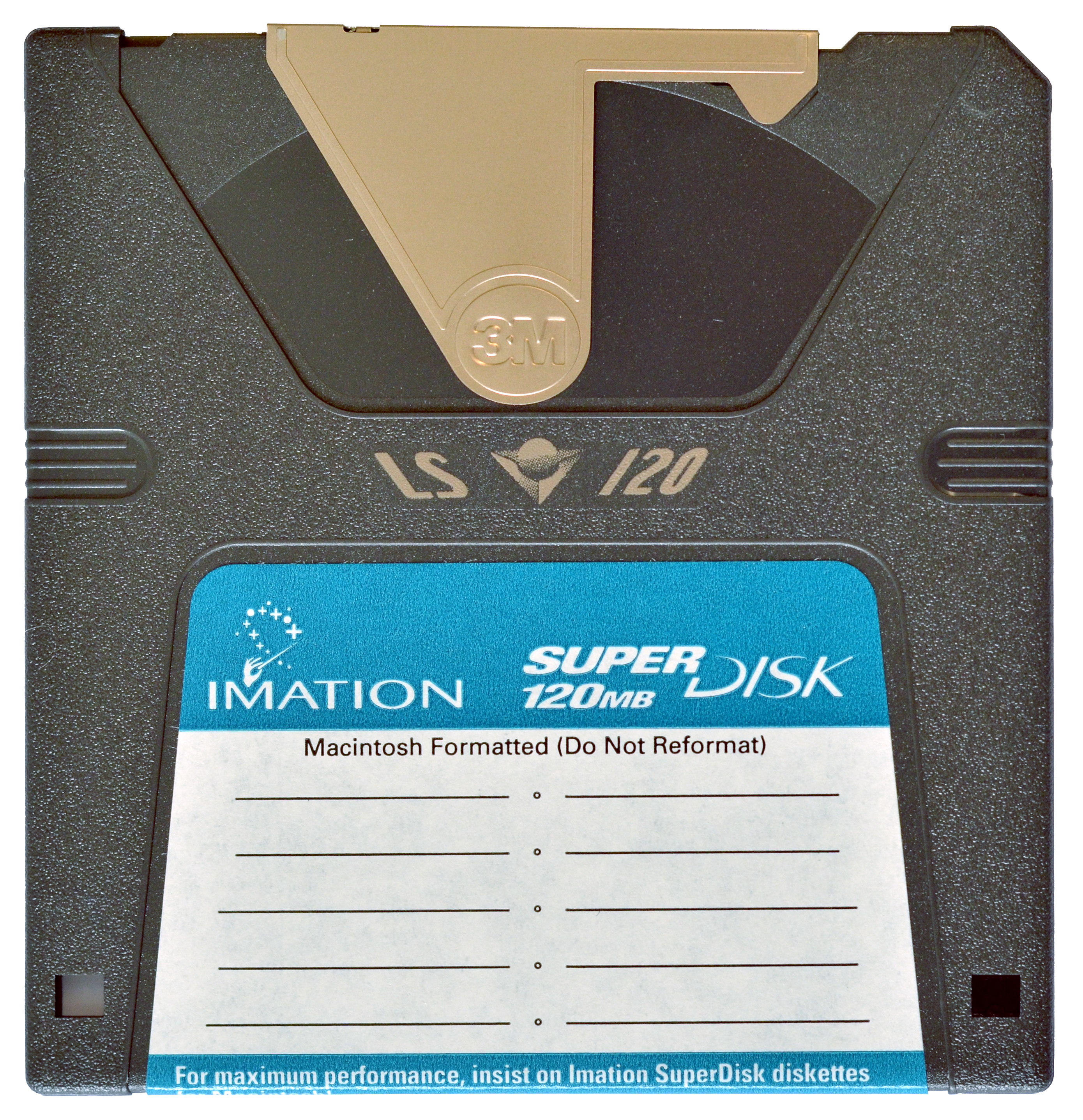
SuperDisk

Trotz der technischen Vorteile (HD-Disketten waren les- und schreibbar) gegenüber dem Zip-System konnte sich die SuperDisk nicht durchsetzen, da die Zip-Disketten früher auf dem Markt erschienen waren und bei Einführung der SuperDisk bereits eine gewisse Verbreitung gefunden hatten. Zudem waren die LS-Medien anfangs fehleranfällig und teuer.
Als CD-Brenner erschwinglich wurden, verdrängten diese schnell sowohl SuperDisk als auch Zip-Diskette.
Panasonic bot die beiden Digitalkameras PV-SD4090 und PV-SD5000 an, welche die Bilder auf einer SuperDisk speicherten – ähnlich wie die Kameras der Sony-Mavica-Serie, die jedoch nur HD-Disketten nutzten. Die Kameras hatten eine Auflösung von 1,3 Megapixeln (MP) bzw. 3,34 MP und verfügten über ein 2,5″-Farb-LCD.

## Technik
Die Abkürzung „LS“ steht für „Laser Servo“ und bezeichnet die Arbeitsweise des Laufwerkes: das Beschreiben und Lesen der Medien erfolgt magnetisch, die Positionierung des Lese-/Schreibkopfes bei den 120/240-MB-Medien erfolgt optisch mit Hilfe eines Lasers. Die Laufwerke konnten auch herkömmliche Disketten mit 720 KB und 1,44 MB Kapazität lesen und beschreiben. ED-Floppies mit 2,88 MB wurden jedoch nicht unterstützt.
Das 240-MB-Laufwerk konnte außerdem mittels einer speziellen Packet-Writing-Software (die allerdings nur für Windows angeboten wurde) auf normalen 1,44-MB-HD-Disketten bis zu 32 MB speichern. Das Lesen und Schreiben erfolgte dann über eine mitgelieferte Anwendung. Eine transparente Einbindung ins System als Blockgerät und damit ein wahlfreier Zugriff auf die Dateien auf dem Medium auch durch andere Anwendungen war darüber nicht gegeben. Die Umformatierung der HD-Disketten für dieses spezielle Format erfolgte derart, dass am Anfang des Mediums ein kleiner Bereich in herkömmlicher Formatierung erhalten blieb, so dass solche Disketten, in ein herkömmliches Laufwerk eingelegt, sich dem System als Medium mit bereits erschöpfter Speicherkapazität präsentierten und einen Hinweis auf die spezielle Formatierung in Form einer Textdatei enthielten.
SuperDisk-Laufwerke wurden größtenteils mit ATAPI-Schnittstellen ausgeliefert. Damit konnten die Laufwerke in fast allen PCs eingesetzt werden.